# Traian, Mehedinți
Traian este un sat ce aparține orașului Vânju Mare din județul Mehedinți, Oltenia, România.